# Mettons les voiles
Pour plus de détails, voir Fiche technique et Distribution.
Mettons les voiles (Nuns on the Run) est un film britannique réalisé par Jonathan Lynn, sorti en 1990.

## Synopsis
Deux braqueurs n'apprécient pas la violence de Casey "Case", leur nouveau patron; ils montent une combine pour s'emparer de l'argent du futur casse sur la mafia chinoise mais ils ne savent pas que Casey veut les tuer juste après par l'intermédiaire de ses hommes dévoués, Abott et Morley. Brian et Charlie réussissent à s'emparer des 2 valises appartenant aux triades (mafia chinoise) contenant un million de livres mais Charlie a oublié de faire le plein d'essence. Pris dans une fusillade, ils se réfugient dans un couvent, enfilent des tenues de bonnes sœurs et prétendent être envoyées par une autre paroisse. Le lendemain, ils réussissent à s'enfuir en voiture avec les valises poursuivis par Abott et Morley qui les ont repérés et par deux bonnes sœurs également en voiture. Arrivés à l'hôpital, ils récupèrent Félicité (Faith en VO), la petite amie de Brian mais perdent une valise sans s'en rendre compte. Ils réussissent à arriver à l'aéroport avec une seule valise mais se voyant repérés, ils se déguisent en hôtesse de l'air pour prendre l'avion à destination de Rio de Janeiro au Brésil accompagnés de Faith. Case finit en prison et les deux sœurs récupèrent la valise perdue.

## Fiche technique
- Titre : Mettons les voiles
- Titre original : Nuns on the Run
- Réalisation : Jonathan Lynn
- Scénario : Jonathan Lynn
- Musique : Frank Fitzpatrick, Hidden Faces et David Kitay
- Photographie : Michael Garfath
- Montage : David Martin
- Production : Michael White
- Société de production : HandMade Films
- Société de distribution : UGC (France)
- Pays :  Royaume-Uni
- Genre : Comédie
- Durée : 89 minutes
- Dates de sortie : 
  - Royaume-Uni : 4 mai 1990
  - France : 4 juillet 1990

## Distribution
- Eric Idle (VF : Patrick Préjean) : Brian Hope
- Robbie Coltrane (VF : Jacques Frantz) : Charlie McManus
- Camille Coduri (VF : Nathalie Régnier) : Faith
- Janet Suzman (VF : Nadine Alari) : la mère supérieure
- Doris Hare (en) : sœur Mary du Sacré-Cœur
- Lila Kaye (en) (VF : Monique Mélinand) : sœur Mary de l'Annonciation
- Robert Patterson (VF : Michel Mella) : Case
- Robert Morgan (en) : Abbott
- Winston Dennis : Morley
- Tom Hickey (en) (VF : Jean-Pierre Moulin) : le père Seamus
- Colin Campbell (VF : Jean Lescot) : Norm
- Richard Simpson (VF : René Bériard) : M. Norris
- Nicholas Hewetson : Louis
- Gary Tang : Ronnie Chang
- David Forman (en) : Henry Ho
- Nigel Fan : Dwayne Lee
- Ozzie Yue (en) : Ernie Wong
- Tatiana Strauss : Michelle
- Wabei Siyolwe : Julie
- Helen FitzGerald : Tracey
- Stewart Harwood (VF : Richard Leblond) : le père de Faith
- Peter Geeves (VF : Gilbert Lévy) : le frère de Faith
- Gedren Heller (VF : Marie-Brigitte Andreï) : la pharmacienne

## Box-office
Le film a rapporté 10 959 015 de dollars au box-office.